# 파리 조약 (1783년)

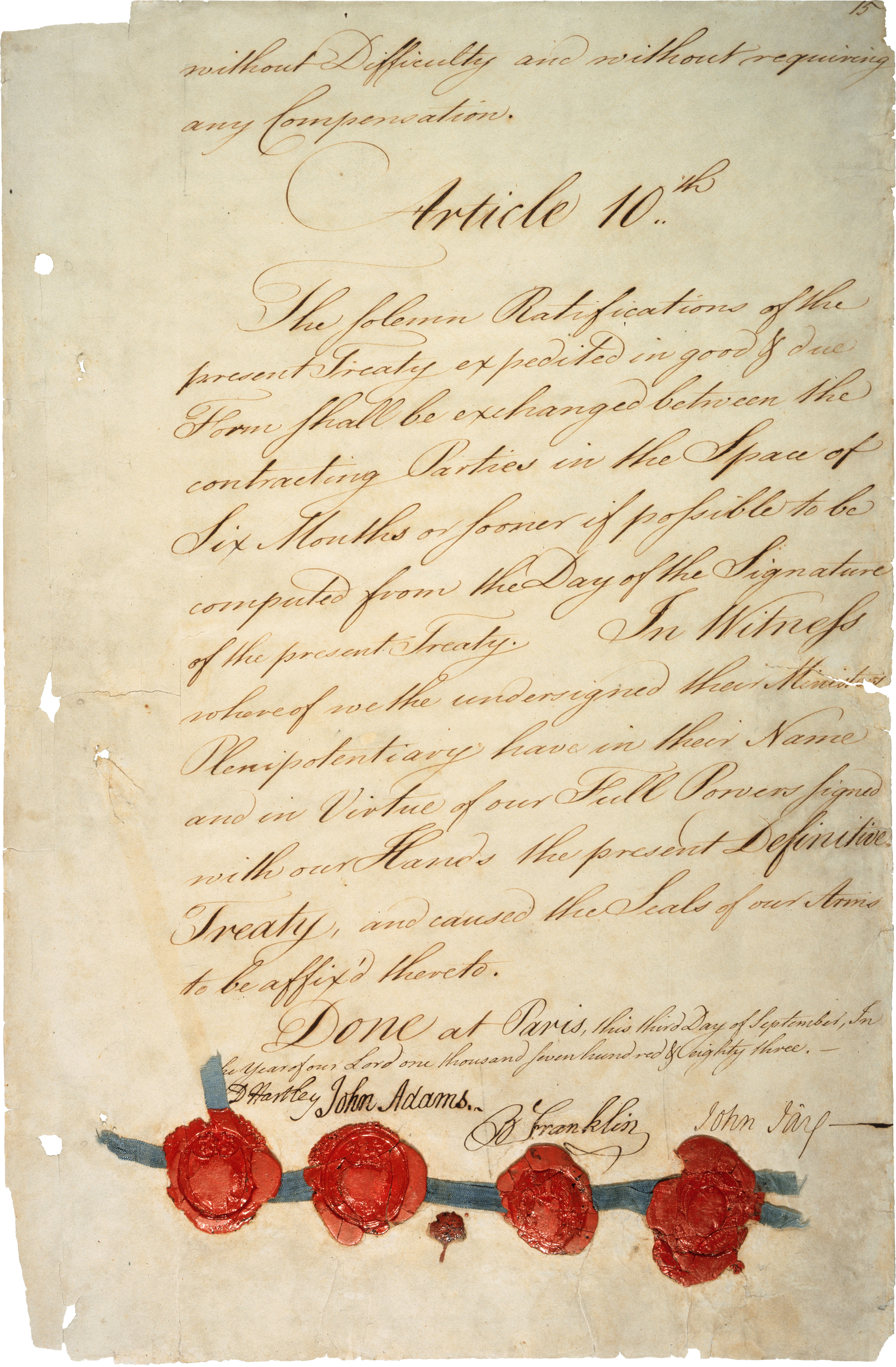
미국 국립문서기록관리청에 보관된 파리 조약 서명된 쪽

파리 조약(Treaty of Paris)은 대영제국과 미합중국과의 미국 독립 전쟁 이후 1783년 미국의 독립을 승인한 조약이다. 1783년 9월 3일, 영국과 미국 사이에 조인되어, 이듬해 비준되었다. 전쟁에 참여한 다른 국가들, 프랑스, 스페인, 네덜란드와는 별도의 협정이 맺어졌다.
여기에 의해 미국은 완전한 독립국가가 되었고, 그 국경은 북으로는 오대호와 세인트로렌스강, 남쪽은 남쪽 경계 및 북위 31도, 서쪽은 미시시피강으로 정해졌다. 또한 미국인에게는 뉴펀들랜드섬에 있어서의 어업권 및 미시시피강의 항해권이 인정되었다.

## 협정
평화협상은 1782년 4월에 시작되었다. 미합중국 대표로는 벤자민 프랭클린, 존 제이, 헨리 로렌스, 그리고 존 애덤스가 나섰고, 대영제국 대표로는 데이비드 하틀리 그리고 상인인 리처드 오스왈도가 나섰다.
조약은 현재의 56 Rue Jacob가 자리를 잡은 뉴욕호텔에서 서명되었으며, 서명자는 존 애덤스, 벤자민 프랭클린, 존 재이가 미국 측 대표로 서명을 했고, 대영제국에서는 조지 3세를 대리하여 영국 의회의 데이비드 하틀리가 서명했다.

## 같이 보기
- 미국의 역사 (1776년~1789년)